# إبوكور إدتيت
إبوكورَ إدتيت ("جمال البحر")، (بالألبانية: E Bukura e Detit)، هي شخصية في الأساطير والفولكلور الألباني، صُوِّرَت في بعض التقاليد على أنها جنية/حورية بحرية، وفي تقاليد أخرى كإلهة بحرية. وهي نظير لكلٍّ من: إبوكور إدهوت (جمال الأرض)، وإبوكوري إكيليت (جمال السماء). في بعض التقاليد الألبانية، تعتبر أخت إبوكور إدهوت.